# N-Dubz
N-Dubz è un gruppo musicale hip hop britannico formatosi a Camden Town, Londra, e composto da Costadinos Contostavlos (in arte Dappy), Tulisa Contostavlos e Richard Rawson (in arte Fazer).
Inizialmente sotto contratto con la Polydor Records, la band passa successivamente alla All Around the World Records. Nel corso della sua carriera ha piazzato sette singoli nella top 20 della Official Singles Chart, compreso più famoso di tutti, I Need You, che ha raggiunto la posizione numero cinque.
Il primo album degli N-Dubz, Uncle B, uscito il 17 novembre 2008, si è piazzato alla posizione numero undici della classifica del Regno Unito ed è stato certificato disco di platino per le oltre 300 000 copie vendute.
Il loro secondo album, Against All Odds, pubblicato il 16 novembre 2009, ha debuttato alla sesta posizione della classifica britannica e ha ottenuto la certificazione di disco di platino.
Il terzo, Love.Live.Life., uscito il 28 novembre 2010, ha raggiunto la settima posizione della classifica britannica ed è stato certificato disco d'oro per le oltre 100 000 copie vendute.

## Gli inizi
Tutti i membri del gruppo sono nati a Camden Town, un quartiere di Londra.
La band si forma quando il tredicenne di origini giamaicane Richard Rawson (Fazer) conosce alla Haverstock Secondary School i cugini di origine greca Dinos (Dappy) e Tulisa Contostavlos. I tre iniziano a lavorare alla loro musica sotto la guida di Byron Contostlavos, loro manager, padre di Dinos ed ex membro del gruppo Mungo Jerry, morto il 12 aprile 2007.
La loro adolescenza fu difficile a causa di una situazione economica disagiata, inoltre la vita di periferia e delle gang di strada li portò a fare esperienze legate alla violenza, alla depressione, all'abuso di droga e al bullismo.

## Carriera

### 2000-2007: Formazione del gruppo e contratto con la Polydor Records
Nel 2000 Dappy, Tulisa e Fazer formano il gruppo dei Lickle Rinsers Crew e in maniera indipendente pubblicano due singoli Bad Man Riddim e Life Is Getting Sicker by the Day, che diventano molto popolari tra le stazioni di radio pirata londinesi.
Nel 2003, cambiano nome in NWl (abbreviazione della loro zona d'origine, North West London) e pubblicano il primo video della loro carriera per il brano Everyday Of My Life. Inoltre registrano demo di altre canzoni come Girl On Road, Don't Feel Like Moving e Livin Broke.
Nel 2006 viene pubblicato il primo singolo della band dal titolo You Better Not Waste My Time, ma entrano per la prima volta nella classifica singoli del Regno Unito solo nel 2007 con la canzone Feva Las Vegas, che raggiunge la posizione numero 57. Iniziano ad essere noti a livello nazionale per la loro partecipazione nella seconda stagione di Dubplate Drama, serie tv di Channel 4.
Dopo aver vinto un MOBO Awards come Best Newcomer, il gruppo firma un contratto con la Polydor Records e come primo singolo ufficiale, sotto la gestione di una major, pubblica una nuova versione del singolo You Better Not Waste My Time, che debutta alla posizione numero 26 della classifica dei singoli del Regno Unito.
A metà del 2007 Dappy pubblica il brano Love For My Slum in collaborazione con Baker Trouble, che diventa una hit nella scena rap underground inglese, ma riceve numerose critiche da parte di giornalisti che disapprovano il video della canzone a causa di alcune scene a loro dire istigatrici alla violenza.

### 2008-2009: La nuova casa discografica e il primo albumUncle B
Nel maggio del 2008, gli N-Dubz pubblicano una canzone intitolata Ouch, il cui video ottiene 4 milioni di visualizzazioni su YouTube, dopo un solo mese dalla pubblicazione.
Il 6 agosto 2008 il gruppo lascia la Polydor Records e firma un nuovo contratto discografico con la All Around The World Records. Sotto la nuova etichetta, il 17 novembre 2008, gli N-Dubz pubblicano il loro album di debutto dal titolo Uncle B, contenente i brani già conosciuti e considerati come primi quattro singoli You Better Not Waste My Time, I Swear, Feva Las Vegas e Ouch. Come quinto e sesto singolo dell'album vengono pubblicate le canzoni Papa Can You Hear Me? e Strong Again, che raggiunge la posizione numero 24 della Official Singles Chart e rimane in classifica per cinque settimane. L'album ottiene un buon successo, vende più di 300 000 copie e viene certificato disco di platino.
Nel 2009 gli N-Dubz realizzano il loro primo tour, "Uncle B Tour", della durata di 21 date e supportato dal rapper Tinchy Stryder, con il quale già avevano collaborato per la hit Number 1 (prima posizione nella Official Singles Chart). Il tour viene momentaneamente sospeso quando durante uno spettacolo Tulisa ha uno svenimento sul palco e viene ricoverata in ospedale dove i medici accertano che la ragazza non abbia contratto l'influenza suina.
Il settimo e ultimo singolo pubblicato dall'album è Wouldn't You, che raggiunge la posizione numero 64 nella classifica dei singoli del Regno Unito.
Oltre alla promozione del primo album, il gruppo registra con altri artisti, tra cui Tinchy Stryder, Pixie Lott e Young Soul Rebels (gruppo composto da The Noisettes, Chipmunk, MPHO, Ironik e Kid British), la canzone di beneficenza I Got Soul per raccogliere fondi per i bambini emarginati nelle zone di guerra.

### 2009-2010:Against All Odds
A novembre 2009 gli N-Dubz pubblicano il singolo I Need You che anticipa l'uscita del loro secondo album e che raggiunge la quinta posizione della Official Singles Chart, diventando il loro più notevole successo nazionale.
L'album Against All Odds, pubblicato il 16 novembre 2009, raggiunge la posizione quinta posizione nella UK Album Chart e vende più di 300 000 copie diventando disco di platino in circa due mesi dall'uscita.
Dopo il successo del primo singolo la band pubblica altri due singoli dall'album: il secondo Playing With Fire (feat. Mr. Hudson), che raggiunge la posizione numero 14, e il terzo Say It's Over che raggiunge la posizione numero 27.
Nella primavera del 2010 il gruppo realizza il "The Against All Odds Tour", costituito da 17 date e supportato da artisti quali Skepta, Talay Riley e Ultra.
Oltre agli impegni musicali con la band, Dappy e Tulisa recitano nella terza e ultima stagione di Dubplate Drama, in onda su Channel 4. Inoltre, Il 1º aprile 2010 viene pubblicato il primo libro della band, "N-dubz - Against All Odds: From Street Life to Chart Life", che loro descrivono come "la risposta alla critica, c'è molta cattiva stampa su di noi in questo momento, e questo libro metterà le cose in chiaro su chi siamo veramente!", Fazer aggiunge che il libro sorprenderà i lettori. Il libro dà accesso a un sito segreto degli N-Dubz.

### 2010-2011:Love.Live.Life, ilGreatest Hitse la pausa
Nel 2010 gli N-Dubz firmano con la label americana Def Jam, per il lancio del loro terzo album sul mercato americano.
L'album, dal titolo Love.Live.Life, viene pubblicato il 28 novembre 2010 solo in Regno Unito ed Irlanda ed ottiene un buon successo, in quanto raggiunge la settima posizione della classifica album e ottiene la certificazione di disco d'oro per aver venduto più di 100 000 copie. I singoli estratti dall'album sono We Dance On, Best Behaviour, Girls e Morning Star, dei quali i primi due raggiungono la top 10 della classifica singoli britannica.
L'album però non viene pubblicato negli Stati Uniti, poiché gli N-Dubz decidono di annullare il contratto con la Def Jam a causa di divergenze creative sul genere di musica da produrre.
Il 28 novembre 2011 gli N-Dubz pubblicano il loro primo Greatest Hits contenente le canzoni più famose dei loro primi tre album. Inoltre dichiarano di volersi prendere una pausa, durante la quale tutti i membri del gruppo si dedicheranno a progetti solisti e impegni di altro tipo.

### 2022-presente: reunion,Timeless
Nel 2022 gli N-Dubz annunciano il loro ritorno in scena con la pubblicazione del singolo Chaser e l'annuncio di un tour, il quale raggiunge il tutto esaurito in poche ore. Iniziano contestualmente a lavorare al loro quarto album in studio e pubblicare altri singoli. L'album, intitolato Timeless, viene pubblicato il 4 agosto 2023.

## Membri del gruppo
- Dappy (vero nome Costadinos Contostavlos), nato l'11 giugno 1987 a Camden Town, è il leader, cantante, rapper e autore delle canzoni del gruppo. È il figlio di Byron Contostavlos (uno dei membri dei Mungo Jerry) ed è il cugino di Tulisa. In contemporanea con l'attività della band collabora con Tinchy Stryder per il brano Spaceship (oltre che per la hit Number 1, in cui canta da solista). Dal 2011, in seguito alla pausa della band, ha intrapreso con successo la carriera solista pubblicando due singoli No Regrets (prima posizione nella Official Singles Chart) e Rockstar in collaborazione con Brian May (seconda posizione nella Official Singles Chart). Entrambi i singoli anticipano l'uscita del suo primo album da solista, Dare To Dream. Inoltre ha cantato assieme ai Cover Drive per il loro singolo Explode (anche questo ha raggiunto successo nelle classifiche) e ha pubblicato la canzone Good Intentions.
- Tulisa Contostavlos, nata il 13 luglio 1988 a Camden Town, è la cantante e autrice delle canzoni del gruppo. Cresce con l'aiuto dello zio Byron Contostavlos, a causa dei problemi mentali della madre e dell'abbandono del padre, Steve Contostavlos (uno dei membri dei Mungo Jerry). Durante l'adolescenza soffre di disturbi alimentari e tenta più volte il suicidio. Dal 2011, in seguito alla pausa della band, si dedica all'attività televisiva partecipando come giudice all'ottava edizione di The X Factor, che vince come mentore della girl band Little Mix, e si dedica all'attività di attrice recitando nel film Demons Never Die. A maggio 2012 pubblica il singolo Young, che debutta alla numero 1 della Official Singles Chart ed anticipa l'uscita del suo primo album da solista. Inoltre ha cantato assieme a Tyga per il singolo Live It Up (anche questo, come Young, ha avuto successo nelle classifiche).
- Fazer (vero nome Richard Rawson), nato il 5 febbraio 1987 a Camden Town, è il rapper, DJ, autore e produttore delle canzoni del gruppo. È di origini giamaicane. Dal 2011, in seguito alla pausa della band, pubblica come solista il singolo Marathon (feat. Mr. Hudson) e lavora come produttore e autore di canzoni per altri artisti, tra i quali la compagna di band Tulisa. Dal 2011, in seguito alla pausa della band, ha intrapreso con successo la carriera solista pubblicando il singolo Killer. Questo singolo anticipa l'uscita del suo primo album da solista.

## Discografia

### Album
- Uncle B (2008)
- Against All Odds (2009)
- Love.Live.Life (2010)
- Timeless (2023)

### Raccolte
- Greatest Hits (2011)

### Singoli
- 2003 - Every Day of My Life
- 2006 - You Better Not Waste My Time
- 2006 - I Swear
- 2007 - Feva Las Vegas
- 2008 - Ouch
- 2008 - Papa Can You Hear Me?
- 2009 - Strong Again
- 2009 - Wouldn't You
- 2009 - I Need You
- 2009 - Playing with Fire (feat. Mr. Hudson)
- 2010 - Say It's Over
- 2010 - We Dance On (feat. Bodyrox)
- 2010 - Best Behaviour
- 2010 - Girls
- 2011 - Morning Star
- 2022 - Charmer
- 2023 - February
- 2023 - Habibti
- 2023 - The Ick